# مالكوم دوغلاس (رسام توضيحي)
مالكوم دوغلاس (بالإنجليزية: Malcolm Douglas)‏ هو رسام توضيحي بريطاني، ولد في 8 أكتوبر 1954، وتوفي في 22 مارس 2009.

## وصلات خارجية
- الموقع الرسمي